# Dospat

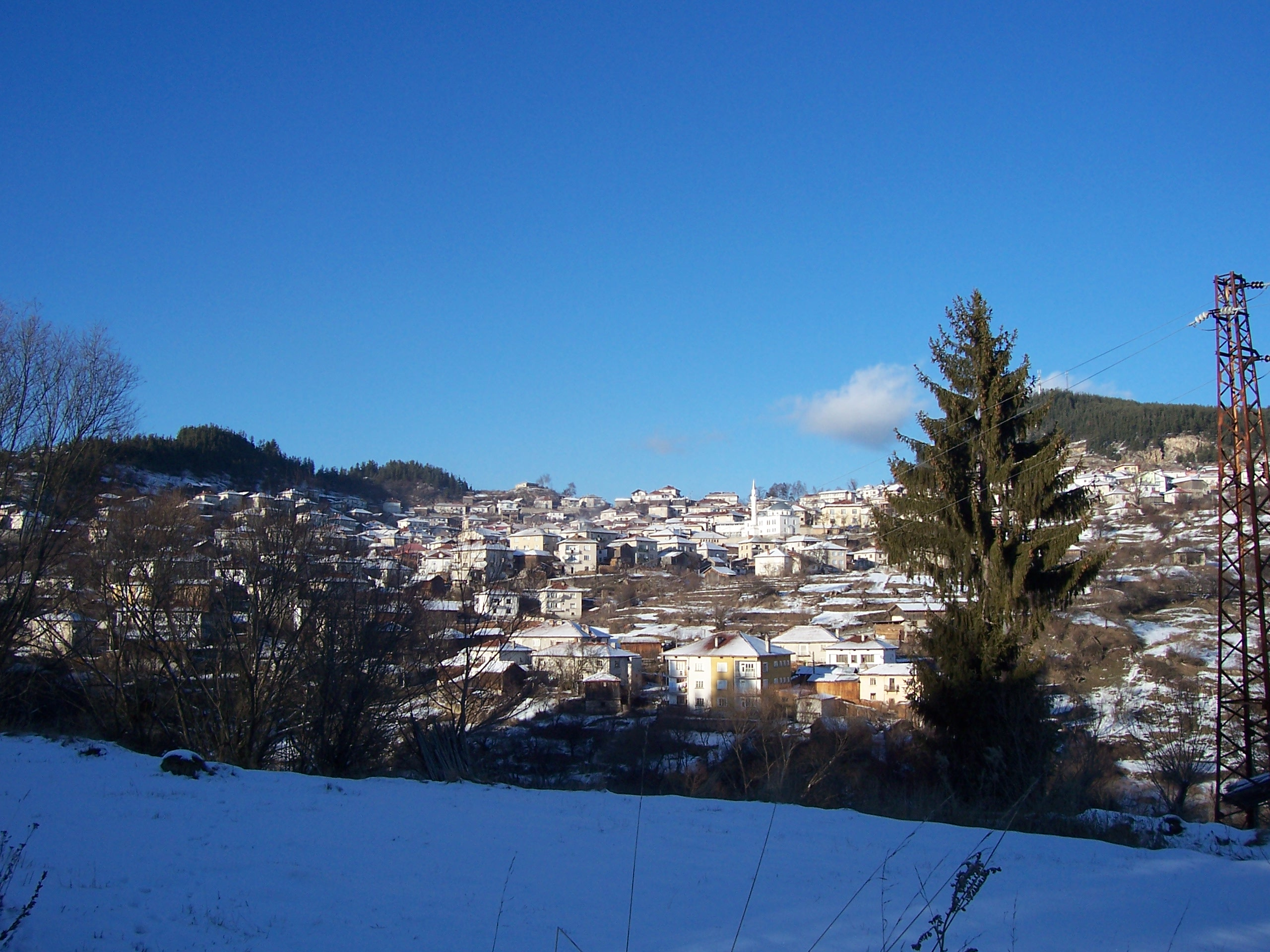
Dospat sous la neige

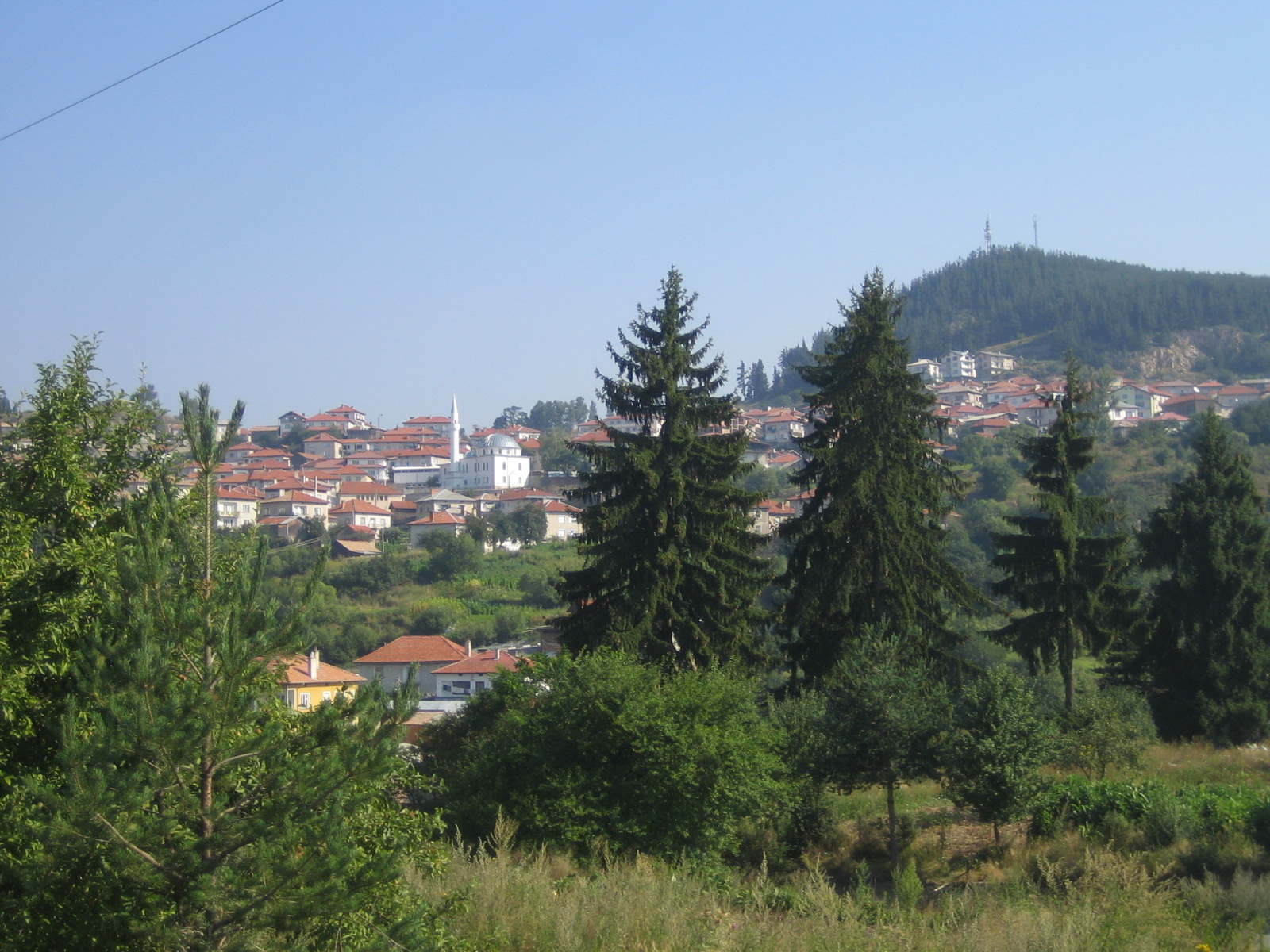
Vue de Dospat

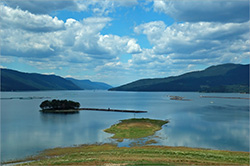
Lac de Dospat

Dospat (en bulgare : Доспат) est une ville du sud de la Bulgarie, dans les Rhodopes, près du lac de barrage de Dospat. Elle est située dans l'oblast de Smoljan et est le centre administratif de l'obchtina de Dospat. 

## Étymologie
Dans le dialecte local, le nom de la ville est Dospatj (Доспать), dont l'origine, selon les habitants, proviendrait des mots dos (« près de ») et patj (en bulgare standard păt, « chemin, route »), car la ville se trouve à l'endroit où passait la route antique allant de Plovdiv à Smoljan. Selon une autre théorie, le nom proviendrait du titre porté par le despote Aleksij Slav, qui gouverna les Rhodopes occidentales et centrales à l'époque du Deuxième royaume bulgare (XIIe et XIIIe siècles).

## Géographie et climat
La ville est située dans une région de montagne, dans la partie occidentale du massif des Rhodopes. Dans les environs immédiats de la ville se trouve le lac de barrage qui porte le nom de la ville, le plus élevé de Bulgarie et le second par la surface (22 km2). Il est essentiellement alimenté par la rivière de Dospat (Dospatska reka). La ville fait partie de la région historique et géographique transfrontalière de Čeč ou Čečko, à cheval sur la Bulgarie et la Grèce. Le climat y est montagnard, mais subit l'influence de la zone climatique égéenne, remontant le long du bassin fluvial de la rivière de Dospat. Il en résulte un hiver plutôt doux, même s'il n'est pas dépourvu de chutes de neige.

## Histoire
Aux environs de la ville se trouvent des vestiges archéologiques datant des IVe et Ve siècles av. J.-C.. On a également découvert près de la ville des fragments de céramique des premiers occupants slaves de la région.
Devenu ottoman comme l'ensemble des Rhodopes au XIVe siècle, le village fut islamisé au XVIIe siècle, tout en gardant son identité bulgare. Selon l'historien Stefan Zahariev, vers 1850 il y avait à Dospat 40 foyers pomaks et 130 habitants de ce groupe y habitaient.
En 1895, le village fut incendié et ses habitants furent massacrés par des haïdouks bugares et des bandes armées. Au moment de la Première Guerre balkanique, des massacres y eurent également lieu.
Après une vague de conversions forcées au christianisme à la fin de 1912 et le déclenchement de la Deuxième Guerre balkanique en 1913, un détachement armé fut levé à Dospat afin de s'opposer à l'armée bulgare et aux bataillons de haïdouks. Dospat apporta donc sa contribution au soulèvement turc connu sous le nom de Gouvernement provisoire de Thrace occidentale ou République de Gümülcine (nom turc de la ville de Komotiní, aujourd'hui en Grèce).

## Population
La population de la ville, de 2 521 personnes en décembre 2008, est aujourd'hui encore majoritairement pomak, c'est-à-dire surtout composée de Bulgares de tradition musulmane sunnite. Cette importance de la tradition musulmane s'exprime sur le plan politique par le fait que le maire actuel, Antim Păržanov du Mouvement des droits et libertés (DPS, qui représente la minorité turque et plus généralement musulmane), a été élu dès le premier tour des élections municipales de 2007 avec 54,57 % des voix.

## Économie
L'économie de la ville de Dospat est essentiellement fondée sur la production agricole (pommes de terre en particulier) et la sylviculture, l'industrie de transformation du bois et d'autres branches de l'industrie légère : production de vêtements en laine ou de chaussures. Le tourisme y est faiblement développé : quelques hôtels familiaux assurent l'accueil des randonneurs. Pendant l'été, certains habitants gagnent leur vie grâce à la cueillette de champignons et autres plantes sauvages : plantes médicinales, herbes et aromates de cuisine ou fruits (myrtilles des marais, framboises, mûres, fraises des bois). L'économie locale connaît un déclin certain, en particulier dû à une situation défavorable sur le marché de l'emploi. Comme dans beaucoup de régions du sud de la Bulgarie, les ateliers de confection situés dans les environs attirent cependant vers la ville de la main d'œuvre bon marché.

## Manifestations
Chaque dernier week-end du mois d'août a lieu une fête locale (събор, săbor) qui propose des chants et danses traditionnels ainsi que des spectacles de čalga et d'autres divertissements. Cette tradition date des années 1980 et a commencé comme fête des constructeurs de fontaines, sous l'égide de l'ONU : plus de 180 fontaines ont été construites dans la région, le long des chemins.

## Gastronomie
Les spécialités culinaires traditionnelles de Dospat sont, outre les plats à base de haricots, la topčeta (топчета, sarmi aux feuilles de chou-rave, la banica (prononcer banitsa) des Rhodopes, le baklava, le klin, une forme particulière de banica farcie ici au riz et aux œufs, ainsi que la moussaka et d'autres plats à base de pommes de terre.

## Utilisation du nom de la ville
Le Pic de Dospat (en bulgare Dospat vrăh) sur l'Île Livingston dans l'archipel des Îles Shetland du Sud au nord du continent Antarctique a été baptisé ainsi en l'honneur de la ville par la Commission bulgare pour les toponymes antarctiques après l'expédition Tangra de 2004-2005.